# Dominique Heinrich
Dominique Heinrich (* 31. Juli 1990 in Wien) ist ein österreichischer Eishockeyspieler, der seit 2023 bei den Vienna Capitals in der Österreichischen Eishockey-Liga unter Vertrag steht.

## Karriere
Heinrich begann mit dem Eishockeysport in seiner Geburtsstadt beim CE Wien. Nach dessen Insolvenz im Jahr 2000 war er bis 2007 für den Nachfolgeverein Wiener Eislöwen aktiv. Zur Saison 2007/08 wurde der 17-jährige Stürmer an das EHC Team Wien abgestellt. Im Sommer 2008 wechselte er zum EC Red Bull Salzburg in die Österreichische Eishockey-Liga, mit dem er zahlreiche nationale sowie internationale Titel gewann. Nach dem Ende der Saison 2015/16 verließ er Salzburg und unterschrieb beim schwedischen Erstligisten Örebro HK. Im Jänner 2017 kehrte er nach Salzburg zurück. In den folgenden Jahren gehörte Heinrich stets zu den Stammkräften bei den Red Bulls und gewann insgesamt sieben Meisterschaften mit dem Club. Nach der Saison 2022/23 und insgesamt 16 Spielzeiten für Salzburg erhielt er keinen neuen Vertrag mehr und wechselte zu den Vienna Capitals.

### International
Heinrich kam erstmals bei der U18-Junioren-Weltmeisterschaft der Division I 2008 für sein Heimatland zum Einsatz. Ein Jahr später lief er bei der U20-Junioren-Weltmeisterschaft der Division I 2009 als die Österreicher den Aufstieg in die Top-Division schafften. U20-Junioren-Weltmeisterschaft 2010 führte er das Team als Mannschaftskapitän aufs Eis. Die Österreicher stiegen allerdings ohne Punktgewinn wieder in die Division I ab.
Für die Herren-Auswahl der Österreicher spielte er erstmals beim 4:3-Erfolg gegen Frankreich am 12. November 2010 im ungarischen Székesfehérvár. Sein WM-Debüt gab er bei der Weltmeisterschaft der A-Gruppe der Division I 2012 in Slowenien. Dort schafften die Österreicher als Zweitplatzierter den Wiederaufstieg in die Top-Division. In dieser wurde Heinrich jedoch nicht eingesetzt. Nach dem Abstieg der Österreicher in die Zweitklassigkeit, wurde er für die Weltmeisterschaft 2014 wieder in die Nationalmannschaft berufen und stieg mit der Mannschaft nicht nur erneut in die Top-Gruppe auf, sondern wurde auch zum besten Verteidiger und in das All-Star-Team des Turniers der Division I, Gruppe A, gewählt. Zudem erzielte er auch die meisten Tore und Scorerpunkte eines Verteidigers bei diesem Turnier. Im Folgejahr spielte er mit der Truppe aus dem Alpenland dann erstmals in der Top-Division, konnte aber die Klasse nicht halten. Daraufhin spielte er bei der Weltmeisterschaft 2017, bei der er als bester Verteidiger und mit der besten Plus/Minus-Bilanz (gemeinsam mit seinem Landsmann Konstantin Komarek) auch in das All-Star-Team des Turniers gewählt wurde, wieder in der Division I. Zudem vertrat er seine Farben bei der Olympiaqualifikation für die Winterspiele in Pyeongchang 2018.

## Erfolge und Auszeichnungen
- 2010 IIHF-Continental-Cup-Gewinn mit dem EC Red Bull Salzburg
- 2010 Österreichischer U20-Meister mit dem EC Red Bull Salzburg
- 2010 Österreichischer Meister mit dem EC Red Bull Salzburg
- 2011 Österreichischer Meister mit dem EC Red Bull Salzburg
- 2011 European-Trophy-Gewinn mit dem EC Red Bull Salzburg
- 2014 Österreichischer Meister mit dem EC Red Bull Salzburg
- 2015 Österreichischer Meister mit dem EC Red Bull Salzburg
- 2016 Österreichischer Meister mit dem EC Red Bull Salzburg
- 2022 Österreichischer Meister mit dem EC Red Bull Salzburg
- 2023 Österreichischer Meister mit dem EC Red Bull Salzburg

### International

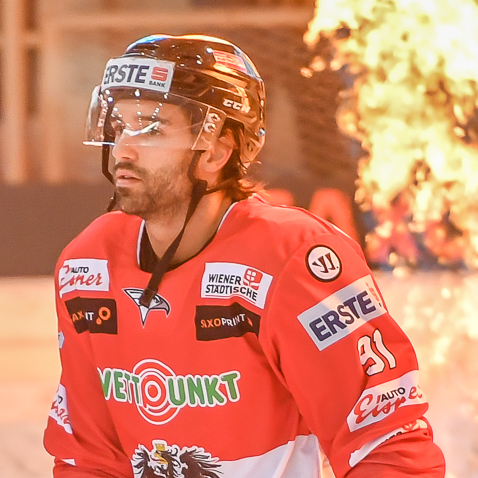
Heinrich im Nationaltrikot (2017)

- 2009 Aufstieg in die Top-Division bei der U20-Junioren-Weltmeisterschaft der Division I
- 2012 Aufstieg in die Top-Division bei der Weltmeisterschaft der Division I, Gruppe A
- 2014 Aufstieg in die Top-Division bei der Weltmeisterschaft der Division I, Gruppe A
- 2014 Bester Verteidiger der Weltmeisterschaft der Division I, Gruppe A
- 2014 All-Star-Team der Weltmeisterschaft der Division I, Gruppe A
- 2017 Aufstieg in die Top-Division bei der Weltmeisterschaft der Division I, Gruppe A
- 2017 Bester Verteidiger der Weltmeisterschaft der Division I, Gruppe A
- 2017 All-Star-Team der Weltmeisterschaft der Division I, Gruppe A
- 2017 Beste Plus/Minus-Bilanz bei der Weltmeisterschaft der Division I, Gruppe A (gemeinsam mit Konstantin Komarek)

## Karrierestatistik
(Legende zur Spielerstatistik: Sp oder GP = absolvierte Spiele; T oder G = erzielte Tore; V oder A = erzielte Assists; Pkt oder Pts = erzielte Scorerpunkte; SM oder PIM = erhaltene Strafminuten; +/− = Plus/Minus-Bilanz; PP = erzielte Überzahltore; SH = erzielte Unterzahltore; GW = erzielte Siegtore; 1 Play-downs/Relegation; Kursiv: Statistik nicht vollständig)